# 上海市 (中華民國)
31°10′N 121°28′E / 31.167°N 121.467°E
上海市，通稱上海（郵政式拼音：Shanghai；威妥瑪拼音：Shang-hai），簡稱「滬」。曾是中華民國在中國大陸所設立的12個院轄市之一，當時是远东暨亚洲最大的城市，同時也是中国最重要的商埠與工業中心，有“东方巴黎”之稱，曾被時任國民政府主席的蔣中正稱為“中外观瞻之所系”。
1927年上海縣與周圍的幾個縣合併設上海特別市，脫離江蘇省成為院轄市，之後逐步成為中國經濟中心。1932年一·二八事變，經談判後中日雙方簽署停戰協定上海非軍事化。1937年淞滬會戰，日軍占領上海華界及部分公共租界，並先後扶植上海市大道政府等政權。
1945年，抗戰勝利後，國民政府接管上海，結束租界制度。中國共產黨在東北重燃戰火隨即第二次國共內戰爆發。戰後上海經濟遭到重創，國共內戰重燃後，因戰事造成的通貨膨脹加劇，物價飛漲。1948年，中華民國政府推行金圓券經濟改革失敗，上海經濟進一步崩潰。
1949年5月，解放軍發起上海戰役，經數日鏖戰於5月27日控制全上海市，中央政府將部分資產與人員遷往臺灣。5月28日，上海市政府停止運作，代理市長趙祖康向中共任命的市長陳毅移交政權。

## 歷史沿革

### 直轄初期
民國16年（1927年）3月29日，武汉国民政府在上海租界以外地區設上海特別市，並設上海特別市臨時市政府管轄上海特別市，同時將原屬江蘇省的上海縣、寶山縣17市鄉併入，總面積494平方公里，上海正式脫離江蘇省管轄，直屬行政院。四一二事變後上海特別市臨時市政府實際停止運作，最終由中國國民黨上海臨時政治委員會接管。
中華民國國民政府（以下簡稱國民政府）成立後，上海特別市政府於1927年7月7日依《上海特別市暫行條例》正式成立。隨後，《上海特別市組織法》和《上海市組織法》的頒布，逐步確立了市、區兩級行政管理體系。
因為緊鄰中華民國首都南京，加之為對外貿易中心，故而大批金融機構包括四大銀行均將總部設立於上海，其全國經濟與金融中心地位更加鞏固。又因南京被確定為中華民國首都，原來大批聚集於北平、天津的政客紛紛南下，其中很多都選擇在上海租界中定居。上海無論租界還是華界在此後黃金十年內均得到飛速發展。
1930年5月，國民政府發布《上海市組織法》，將上海特別市改為上海市，並於同年7月成立上海市政府。

### 非軍事化
民國20年（1931年）九一八事變後，中國民間的反日情緒高漲，日本方面聲稱將採取自衛手段保護日僑利益。民國21年（1932年）1月18日，在毗鄰上海公共租界東區（楊樹浦）的華界馬玉山路三友實業社門外，途經的日本僧人因紛爭被工廠糾察隊毆打致死，是為日僧事件，日本僑民大肆報復，焚毀三友實業社，砍死租界華人巡捕，襲擊華人商店。1月28日23時30分，日軍海軍陸戰隊從北四川路向西佔領淞滬鐵路防線，在天通庵車站遇到國民革命軍第十九路軍的猛烈抵抗。1月29日凌晨，日機轟炸閘北華界，寶山路584號商務印書館及東方圖書館（中國最大的私人圖書館，藏書超過三十萬冊）均被炸毀。中日兩國在上海閘北區激烈的軍事衝突持續時間長達一個多月，日方投入總兵力達三個師團七萬人，中方張治中指揮的第五軍也加入上海作戰，甚至南京國民政府也暫時遷移到洛陽，以示決不屈服（年底才遷回南京）。直到3月2日，由於日軍在太倉瀏河登陸，中國軍隊形成腹背受敵的局面，於是開始撤軍，次日宣佈停戰。5月5日，中日簽署《淞滬停戰協定》。日軍返回戰前防區（上海公共租界北區、東區及其越界築路地帶），國軍暫留現駐地（京滬鐵路上的安亭鎮至長江邊的滸浦一線），上海非軍事化。閘北華界的商號被毀達4204家，房屋被毀1.97萬戶，史稱一·二八事變。

### 日據時期

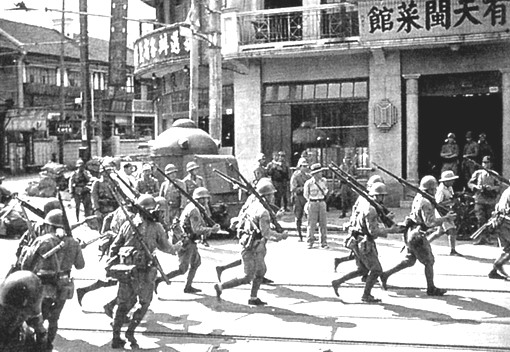
淞滬會戰中正在入侵上海的日軍陸軍軍隊

民國26年（1937年）8月13日淞滬會戰爆發，全面抗戰開始，蔣中正調動大約70萬中國軍隊（包括他的大部分精銳部隊），在上海附近與日軍展開長達3個月的激戰。雖然國民革命軍付出了極大的代價，但最終仍被實力佔優勢的日本軍隊給擊敗，日軍佔領上海除租界以外的全部地區。在淞滬會戰期間，原先繁華的閘北、南市市面受到嚴重破壞，華界基本淪為貧民區。而上海公共租界的北半部，即今虹口、楊浦兩區作為日軍防區和日本勢力範圍，和華界一樣受到重創。同濟大學（吳淞）、復旦大學（江灣）、上海法學院等均遭轟炸。而上海法租界和蘇州河以南的上海公共租界因為獨特的情況，則產生了長達四年多孤島時期。1938年10月，上海市改稱上海特別市。至民國30年（1941年）太平洋戰爭爆發後，日軍開始佔領租界，自民國32年（1943年）起，租界不復存在。

### 戰後
民國34年（1945年）抗戰勝利，上海市光復，國民政府從日軍手中接管上海。戰事剛結束沒多久，民國35年（1946年）國民政府統領的國民革命軍和中國共產黨領導的東北民主聯軍在東北爆發大規模衝突，戰鬥起初在東北進行，對上海尚未造成影響。但是隨著戰事擴大，戰爭造成的經濟負擔增加，經濟逐步崩潰。上海經濟陷入崩潰，物價飛漲，民國37年（1948年）政府推行的經濟及幣制改革也以失敗告終。年底，國軍、解放軍在徐州附近一帶進行的徐蚌會戰，此役國軍折損了近60萬大軍，解放軍攻佔長江中、下游以北的廣大地區。國軍在華東、中原戰場上的主要兵力喪失殆盡，首都南京及金融中心上海處於解放軍的直接威脅之下。

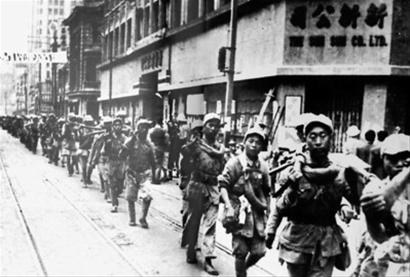
1949年5月25日，中国人民解放军进入上海南京路

民國38年（1949年）4月20日夜，中國人民解放軍發起京滬杭戰役（渡江戰役），並於22日凌晨成功切開國軍長江下游防線。23日，解放軍佔領南京，而中華民國政府則遷都廣州。在上海，國軍依託25萬軍隊及眾多工事固守。解放軍決定避免直接進攻市區，以減少損失，並推遲進攻時間至5月10日後，集結兵力準備採用鉗形攻勢包圍上海。
解放軍分南北兩線展開外圍攻勢，北線部隊逐步擊破吳淞、月浦等地國軍防線，南線則進占浦東周邊重鎮並切斷國軍物資運輸路線。經數日激戰，解放軍突破國軍主陣地，封鎖高橋以東海面，迫使國軍主力收縮至吳淞口及市區周邊。至此，國軍外圍防禦體系被徹底瓦解。
5月23日夜，解放軍展開對上海市區的總攻。25日，國軍守軍大規模投降，包括淞滬警備副司令劉昌義及多支部隊。27日下午，解放軍完全佔領上海市區。28日，上海市政府停止办公，代理市长赵祖康向中共任命的上海市长陈毅移交政权。同日，上海市人民政府在上海市政府原址正式成立。

## 影像
- 1945年抗戰勝利後的上海，南京路的拱門
- 1945年抗戰勝利遊行的人群，右上角可見模糊的蔣中正肖像
- 1927年某國大使館辦公室
- 1927年上海的賽馬場
- 1927年的格林郵船大樓
- 1927年的福州路
- 1932年參與一·二八事變的國民革命軍第十九路軍
- 1927年的中華聯合保險大樓
- 1930年代的南京路
- 1937年淞滬會戰
- 日本在上海建立的中华民国维新政府傀儡政权

## 行政區劃

### 辖境

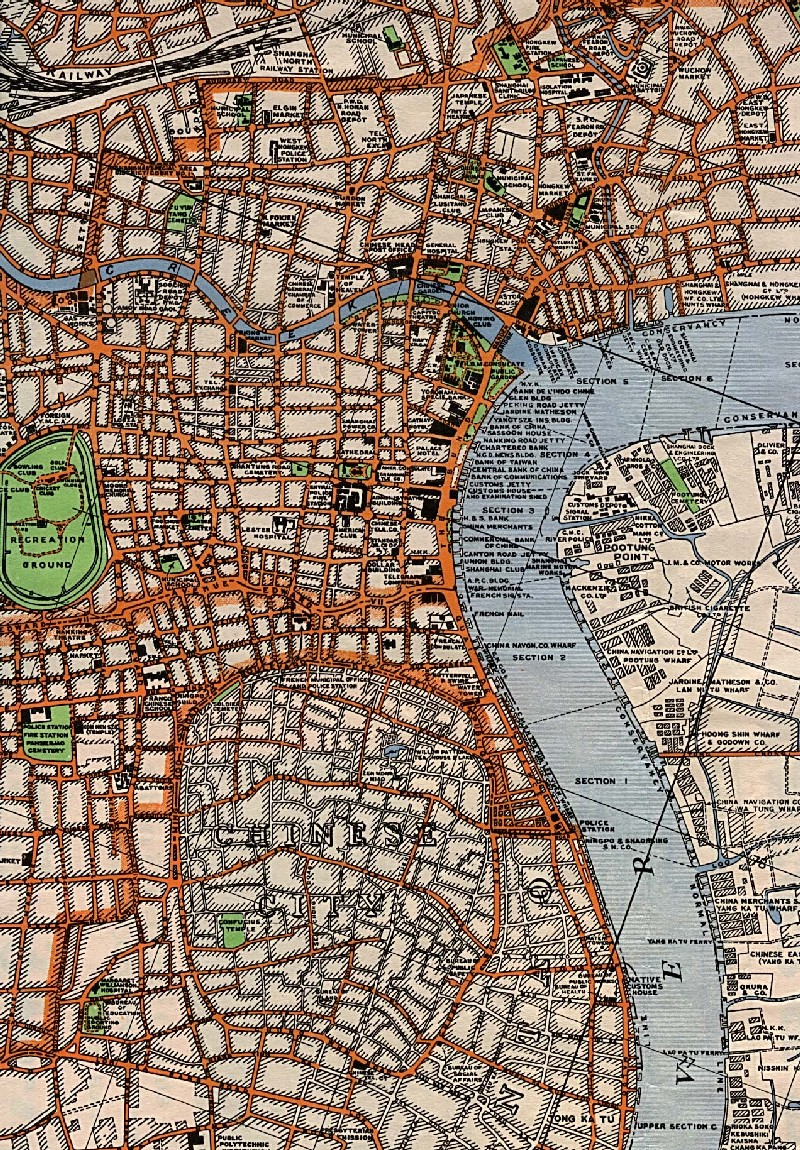
民國22年（1933年）的上海市中心區，大體上也就是光緒25年（1899年）上海的全部市範圍：南市的華界，北部蘇州河兩岸的公共租界，以及介於兩者之間的法租界

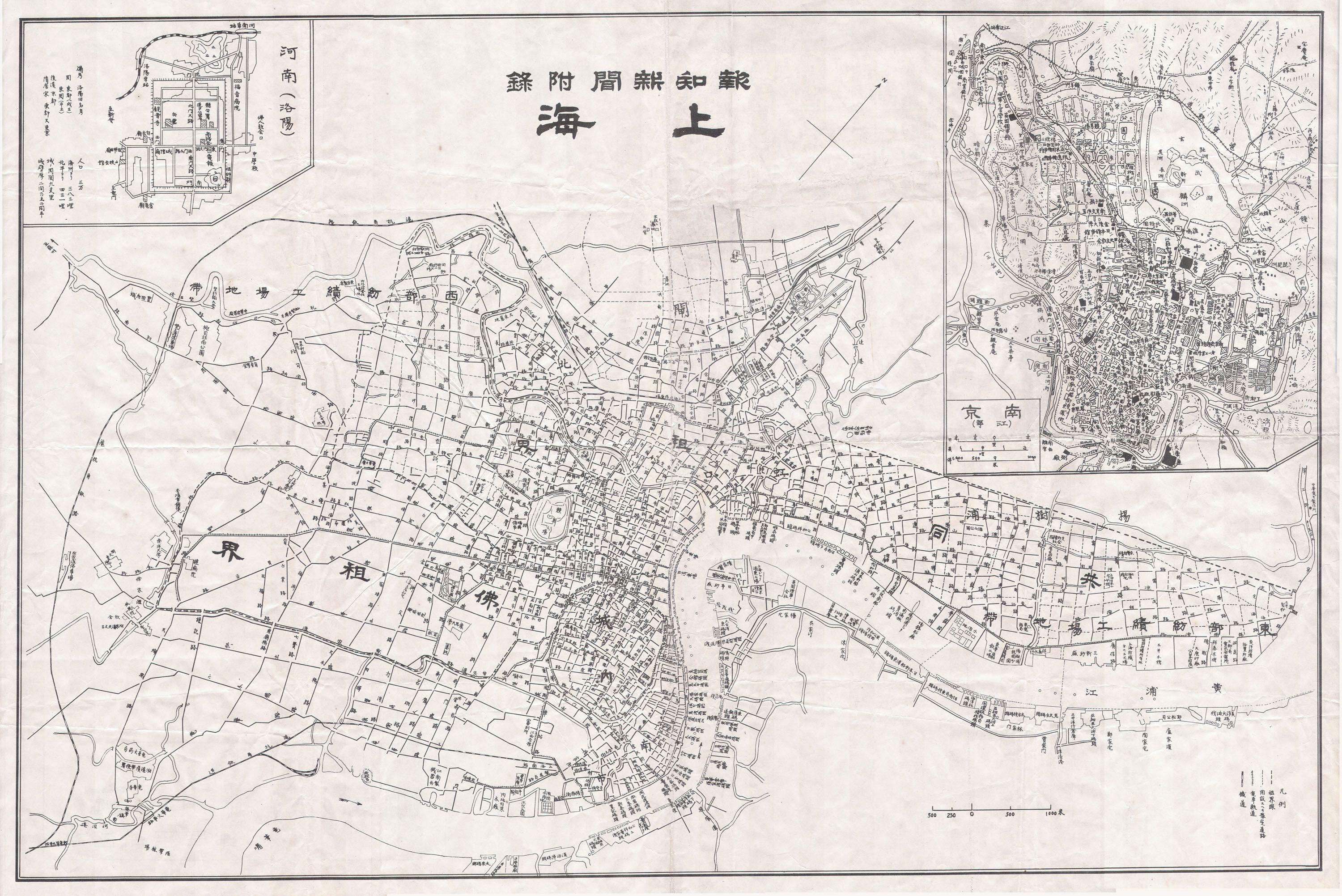
1932年楊樹浦及虹口一帶的上海地圖，包括當時的上海城內、法租界及公共租界。

從上海特別市到上海市，雖期間市界多有變動，但其大概都是在浦江東西兩岸，面積為617平方公里
民國14年（1925年）2月，由上海市董組成的自治會及特別臨時市議會草擬了《淞滬特別市公約》，擬定特別市區域包括上海、寶山、川沙3縣全境，以及南匯縣屬遠北市、太倉市屬瀏河市，共8市、32鄉。:102但並未得到北洋政府的批准。:31
民國15年（1926年）5月，軍閥孫傳芳在上海縣龍華鎮設立淞滬商埠督辦公署，宣佈以上海縣全境，寶山縣吳淞、高橋、殷行、江灣、真如、彭浦等共25個市鄉的範圍為商埠的區域。
民國16年（1927年）5月7日，國民黨中央政治會議第89次會議議決通過並公佈《上海特別市暫行條例》，《條例》第四條規定「以上海、寶山兩縣所屬原有立淞滬地區為特別市行政範圍」，包括上海縣全境，寶山縣的一半，以及松江、青浦、南匯3縣的各一小部分。由於上海縣為當時江蘇省最富庶的縣之一，若將整個上海縣劃入上海特別市，會給江蘇省財政稅收帶來很大的影響。因此，江蘇省及上海縣方面一直不同意將上海縣全部劃屬上海市。為此，國民政府相關部局、江蘇省政府、上海特別市政府於民國17年（1928年）3月15日、16日在南京共同商討相關問題，最終達成共識。江蘇省政府同意將上海縣屬上海市、閘北市、蒲淞市、洋涇市、引翔港鄉、法華鄉、漕河涇鄉、高行鄉、陸行鄉、塘橋鄉、楊思鄉和寶山縣屬吳淞鄉、殷行鄉、江灣鄉、彭浦鄉、真如鄉、高橋鄉等17市鄉行政權完全移交上海特別市政府。暫緩接收上海縣屬陳行鄉、塘灣鄉、北橋鄉、顓橋鄉、馬橋鄉、閔行鄉、曹行鄉、三林鄉，南匯縣屬周浦市，松江縣、青浦縣屬七寶鄉，松江縣屬莘莊鄉，寶山縣屬楊行鄉、大場鄉，「待事業進展有接收必要時，再行呈報國府，並商請江蘇省政府令飭各該縣將治權移交。」:32由此，上海特別市的實際行政區域大大縮小，總面積為494.69平方公里（不含租界）。
抗戰勝利後，原屬寶山縣大場鄉劃入。民國35年（1946年），上海市請將尚未接收之各市鄉移交管轄，但實際上並未移交。民國37年（1948年），經過上海、江蘇2省市的多次商談，上海市蘇州河以南的西界，以南北向的小淶塘、竹港等河流為准。
至1949年初，上海市的辖境大致对应现行区划如下：
- 黄浦、静安、长宁、虹口、杨浦区：全境；
- 徐汇区：除华泾镇全境，长桥街道南部；
- 普陀区：除桃浦镇西部；
- 浦东新区：含上钢新村、周家渡、南码头路、塘桥、潍坊新村、陆家嘴、洋泾、金杨新村、浦兴路、沪东新村街道及高桥镇全境，高行、金桥镇大部，花木街道北部与西部、高东镇北部、北蔡镇西部、三林镇北部；
- 宝山区：含吴淞、张庙街道及庙行、高境镇全境，淞南、大场镇大部，友谊路街道南部；
- 嘉定区：含真新街道大部，江桥镇东部；
- 闵行区：含古美路街道及虹桥镇全境，新虹街道及莘庄、七宝镇大部，华漕镇东部、梅陇镇北部。[20]

### 分区

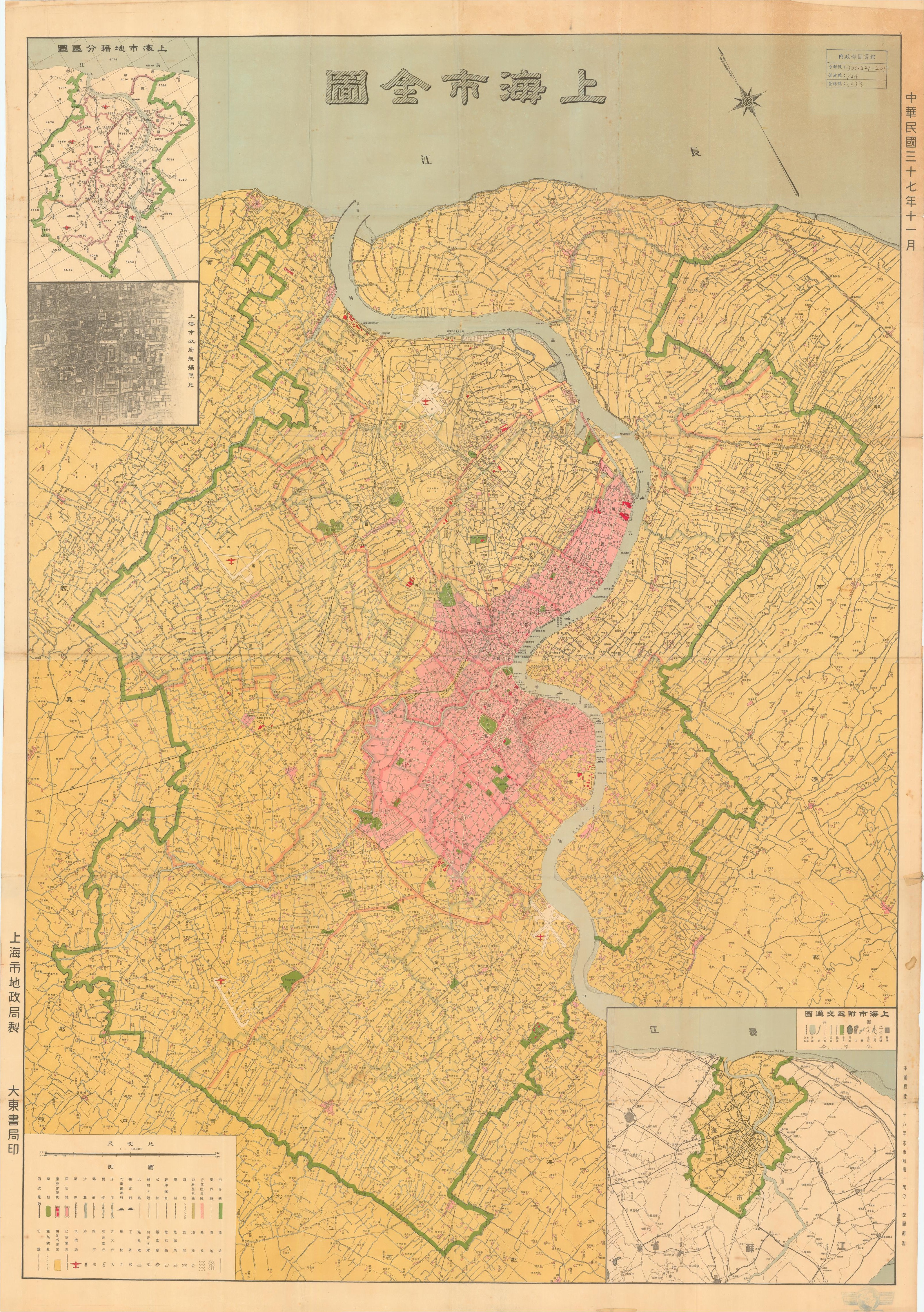
民國37年（西元1948年）上海市地政局製大東書局印製的上海市全圖

民國16年（西元1927年）7月7日上海特别市成立。南京國民政府原打算將宝山县大场、杨行2乡；松江、青浦2县所属七宝乡一部；松江县属莘庄乡一部；南汇县属周浦乡一部以及上海縣的部分地區共計31个乡区劃給上海特別市。但在民国17年（1928年）7月上海特别市接管江蘇省各乡时，与江苏省发生争执，后经行政院调停，上海特别市暂先接收上海縣屬上海市、蒲淞市、洋涇市、引翔港鄉、法華鄉、漕河涇鄉、高行鄉、陸行鄉、塘橋鄉、楊思鄉和寶山縣闸北市、吳淞鄉、殷行鄉、江灣鄉、彭浦鄉、真如鄉、高橋鄉等17市鄉，並宣佈公共租界及法租界為特別區。翌年7月1日，改17市鄉為區，上海始有區一級建置。

民國26年（1937年）11月上海淪陷。1938年10月，日本佔領當局将华界和苏州河北的上海公共租界划为南市、沪北、沪西、浦东北、浦东西及市中心等6个区。12月，江蘇省川沙、南匯、奉賢、崇明、寶山、嘉定等縣和上海縣浦西地區劃歸汪兆銘政權上海市政府管轄。1943年，英、美、法交回在沪租界後，上海特别市政府将公共租界与法租界改为第一和第八区，将原6个区改为第二至第七区，並且分辖区为市区、郊区、县区三档。市区包括原租界、南市、闸北、沪西等；郊区包括江湾、真如、洋泾、浦东南、浦东北等；县区包括南汇、奉贤、川沙、嘉定、宝山、崇明等。上海特别市政府又在市区与郊区设立32个警区。
民國34年（1945年）8月，上海光復後，按照原31警區管轄範圍設置29區（第二十七區馬橋、第二十八區塘灣還屬上海縣）。另外上海市政府又将各县交还江苏省管辖。而原隸屬於寶山縣、1928年時上海未能順利接收的大场区由於境內有機場，江蘇省同意劃給上海市。民國35年（1946年）增置真如區，至民國38年（1949年）5月以前不變。
| 上海市（1927 - 1937）                                  | 上海市（1927 - 1937） | 上海市（1927 - 1937）    | 上海市（1927 - 1937）                                                                                                   |
| 代碼                                                   | 市轄區                | 区公所(1937年11月前)     | 沿革 |
| ------------------------------------------------------ | --------------------- | ------------------------ | --- |
| 未定                                                   | 滬南區                | 今上海市黃浦區老城廂     | 原為江蘇省上海縣上海市，民國十六年（1927年）7月移屬上海特別市。民國十七年（1928年）7月1日改置滬南區。                   |
| 未定                                                   | 閘北區                | 今上海市靜安區           | 原為江蘇省上海縣閘北市，民國十六年（1927年）7月移屬上海特別市。民國十七年（1928年）7月1日改置閘北區。                   |
| 未定                                                   | 蒲淞區                | 今上海市長寧區北新涇街道 | 原為江蘇省上海縣蒲淞市，民國十六年（1927年）7月移屬上海特別市。民國十七年（1928年）7月1日改置蒲淞區。                   |
| 未定                                                   | 洋涇區                | 今上海市浦東新區洋涇街道 | 原為江蘇省上海縣洋涇市，民國十六年（1927年）7月移屬上海特別市。民國十七年（1928年）7月1日改置洋涇區。                   |
| 未定                                                   | 引翔區                | 今上海市楊浦區引翔港小區 | 上海市政府所在地。原為江蘇省上海縣引翔港鄉，民國十六年（1927年）7月移屬上海特別市。民國十七年（1928年）7月1日改置引翔區 |
| 未定                                                   | 法華區                | 今上海市長寧區法華       | 原為江蘇省上海縣法華鄉，民國十六年（1927年）7月移屬上海特別市。民國十七年（1928年）7月1日改置法華區。                   |
| 未定                                                   | 漕河涇區              | 今上海市徐匯區漕河涇     | 原為江蘇省上海縣漕河涇鄉，民國十六年（1927年）7月移屬上海特別市。民國十七年（1928年）7月1日改置漕河涇區。               |
| 未定                                                   | 高行區                | 今上海市浦東新區高行     | 原為江蘇省上海縣高行鄉，民國十六年（1927年）7月移屬上海特別市。民國十七年（1928年）7月1日改置高行區。                   |
| 未定                                                   | 陸行區                | 今上海市浦東新區陸行     | 原為江蘇省上海縣陸行鄉，民國十六年（1927年）7月移屬上海特別市。民國十七年（1928年）7月1日改置陸行區。                   |
| 未定                                                   | 塘橋區                | 今上海市浦東新區塘橋     | 原為江蘇省上海縣塘橋鄉，民國十六年（1927年）7月移屬上海特別市。民國十七年（1928年）7月1日改置塘橋區。                   |
| 未定                                                   | 楊思區                | 今上海市浦東新區楊思     | 原為江蘇省上海縣楊思鄉，民國十六年（1927年）7月移屬上海特別市。民國十七年（1928年）7月1日改置楊思區。                   |
| 未定                                                   | 吳淞區                | 今上海市寶山區吳淞街道   | 原為江蘇省寶山縣吳淞鄉，民國十六年（1927年）7月移屬上海特別市。民國十七年（1928年）7月1日改置吳淞區。                   |
| 未定                                                   | 殷行區                | 今上海市楊浦區殷行       | 原為江蘇省寶山縣殷行鄉，民國十六年（1927年）7月移屬上海特別市。民國十七年（1928年）7月1日改置殷行區。                   |
| 未定                                                   | 江灣區                | 今上海市虹口區江灣鎮街道 | 原為江蘇省寶山縣江灣鄉，民國十六年（1927年）7月移屬上海特別市。民國十七年（1928年）7月1日改置江灣區。                   |
| 未定                                                   | 彭浦區                | 今上海市閘北區彭浦鎮     | 原為江蘇省寶山縣彭浦鄉，民國十六年（1927年）7月移屬上海特別市。民國十七年（1928年）7月1日改置彭浦區。                   |
| 未定                                                   | 真如區                | 今上海市普陀區真如鎮     | 原為江蘇省寶山縣真如鄉，民國十六年（1927年）7月移屬上海特別市。民國十七年（1928年）7月1日改置真如區。                   |
| 未定                                                   | 高橋區                | 今上海市浦東新區高桥镇   | 原為江蘇省寶山縣高橋鄉，民國十六年（1927年）7月移屬上海特別市。民國十七年（1928年）7月1日改置高橋區。                   |
| 另，民國十六年（1927年）以公共租界及法租界作為特別區。 |                       |                          | |

| 上海市（1945 - 1949） | 上海市（1945 - 1949） | 上海市（1945 - 1949） | 上海市（1945 - 1949）                                | 上海市（1945 - 1949） |
| 代碼                  | 市轄區                | 等级                  | 駐地(1949年6月前)                                    | 区情 |
| --------------------- | --------------------- | --------------------- | ---------------------------------------------------- | --- |
| 未定                  | 黃浦區                | 甲                    | 南京东路451号慈淑大楼内                              | 民國三十四年（1945年）置第一區，民國三十六年（1947年）1月以区邻黄浦江改稱黃浦區。东至黄浦江，南至新开河路、民国路（今人民路），西至浙江南路、山东中路、山西南路，北至苏州河。                                                                                           |
| 未定                  | 老閘區                | 甲                    | 贵州路101号老闸警局内                                | 民國三十四年（1945年）置第二區，民國三十六年（1947年）1月以区内老水闸（今福建路桥）改稱老閘區。东至浙江南路、山东中路、山西南路，南至中正东路（今延安东路），西至西藏中路，北至苏州河。                                                                                 |
| 未定                  | 邑廟區                | 甲                    | 方浜中路116号→豫园晴雪堂→复兴东路关帝庙→方浜路广福寺 | 民國三十四年（1945年）置第三區，民國三十六年（1947年）1月以区内城隍庙改稱邑廟區。东至黄浦江，南至老白渡路、复兴东路，西至中华路、民国路，北至民国路、新开河路。 |
| 未定                  | 蓬萊區                | 甲                    | 蓬莱路121号（前报关公所）→王家码头路285号            | 民國三十四年（1945年）置第四區，民國三十六年（1947年）1月以区内蓬莱路改稱蓬萊區。东至黄浦江，南至黄浦江，西至经六路、高雄路、制造局路、肇周路、西藏南路，北至方浜西路、中华路、复兴东路、老白渡路。                                                                     |
| 未定                  | 嵩山區                | 甲                    | 今上海市黃浦區嵩山                                   | 民國三十四年（1945年）置第五區，民國三十六年（1947年）1月以区内泰山路（今东台路）改稱泰山區，不久以区内嵩山路改名嵩山區。东至浙江南路、民国路、方浜西路、西藏南路、肇周路、制造局路、高雄路、经六路，南至黄浦江，西至平安路、鲁班路、重庆南路、重庆中路，北至中正东路。 |
| 未定                  | 盧家灣區              | 甲                    | 今上海市黃浦區盧家灣                                 | 民國三十四年（1945年）置第六區，民國三十六年（1947年）1月以区内卢家湾改稱盧家灣區。东至重庆中路、重庆南路、鲁班路、平安路，南至黄浦江，西至日晖港、日晖东路、徐家汇路西段（今肇嘉浜路）、陕西南路，北至中正中路。                                                       |
| 未定                  | 常熟區                | 甲                    | 今上海市徐匯區常熟                                   | 民國三十四年（1945年）置第七區，民國三十六年（1947年）1月以区内常熟路改稱常熟區。东至陕西南路、徐家汇路西段、日晖东路、日晖港，南至黄浦江、龙华港，西至谨记路（今宛平南路）、宛平路、兴国路，北至华山路、长乐路。                                                       |
| 未定                  | 徐家匯區              | 乙                    | 今上海市徐匯區                                       | 民國三十四年（1945年）置第八區，民國三十六年（1947年）1月以区内徐家汇改稱徐家匯區。东至宛平路、谨记路，南至今华容路、龙华西路，西至沪杭铁路，北至林森西路（今淮海西路）。                                                                                               |
| 未定                  | 法曹區                | 甲                    | 今上海市長寧區                                       | 民國三十四年（1945年）置第九區，民國三十六年（1947年）1月以区内法华镇、曹家渡改稱長寧區。民國三十七年（1948年）9月改名法曹區。东至长宁路、江苏路、兴国路，南至林森西路，西至沪杭铁路，北至苏州河。                                                                      |
| 未定                  | 靜安區                | 甲                    | 愚园路792号                                          | 民國三十四年（1945年）置第十區，民國三十六年（1947年）1月以区内静安寺改稱靜安區。东至泰兴路、茂名北路，南至中正中路、长乐路、华山路，西至江苏路，北至开原路（今武定西路）、梵王渡路（今万航渡路）、新闸路。                                                             |
| 未定                  | 新成區                | 甲                    | 成都北路360号                                        | 民國三十四年（1945年）置第十一區，民國三十六年（1947年）1月以区内新闸路、成都路改稱新成區。东至西藏中路，南至中正东路、重庆中路、中正中路，西至茂名北路、泰兴路，北至苏州河。                                                                                           |
| 未定                  | 江寧區                | 甲                    | 江宁路511号                                          | 民國三十四年（1945年）置第十二區，民國三十六年（1947年）1月以区内江宁路改稱江寧區。东至苏州河、泰兴路，南至新闸路、梵王渡路、开原路，西至长宁路、长寿路，北至安远路。                                                                                                   |
| 未定                  | 普陀區                | 甲                    | 安远路玉佛禅寺佛学院                                 | 民國三十四年（1945年）置第十三區，民國三十六年（1947年）1月以区内普陀路改稱普陀區。东至苏州河，南至安远路、长寿路，西至苏州河，北至苏州河。 |
| 未定                  | 閘北區                | 甲                    | 今上海市閘北區                                       | 民國三十四年（1945年）置第十四區，民國三十六年（1947年）1月以区邻新水闸（今新闸桥）改稱閘北區。东至宋公园路（今西藏北路北段）、西藏北路，南至苏州河，西至苏州河，北至中山北路。                                                                                         |
| 未定                  | 北站區                | 甲                    | 今上海市閘北區北站                                   | 民國三十四年（1945年）置第十五區，民國三十六年（1947年）1月以区内上海站（今上海北站）改稱北站區。东至宝兴路（今东宝兴路）、淞沪铁路、河南北路，南至苏州河，西至西藏北路、宋公园路，北至中山北路。                                                                       |
| 未定                  | 虹口區                | 甲                    | 闵行路181号                                          | 民國三十四年（1945年）置第十六區，民國三十六年（1947年）1月以区邻虹口港改稱虹口區。东至虹口港，南至苏州河，西至河南北路、淞沪铁路，北至俞泾浦。 |
| 未定                  | 北四川路區            | 乙                    | 溧阳路1172号                                         | 民國三十四年（1945年）置第十七區，民國三十六年（1947年）1月以区内四川北路改稱北四川路區。东至沙泾港，南至俞泾浦，西至宝兴路、西宝兴路、北宝兴路、俞泾浦，北至今汶水东路、水电路（今汶水东路东段）一带。                                                                 |
| 未定                  | 提籃橋區              | 甲                    | 平凉路25号                                           | 民國三十四年（1945年）置第十八區，民國三十六年（1947年）1月以区内提篮桥改稱提籃橋區。东至大连路、秦皇岛路，南至黄浦江，西至虹口港、沙泾港、沙虹港（今东沙虹港路），北至新港（今新港路）。                                                                               |
| 未定                  | 榆林區                | 甲                    | 平凉路福禄街永业里                                   | 民國三十四年（1945年）置第十九區，民國三十六年（1947年）1月以区内榆林路改稱榆林區。东至杨树浦，南至黄浦江，西至秦皇岛路、大连路，北至今控江路、本溪路一带。 |
| 未定                  | 楊樹浦區              | 甲                    | 临青路1551号                                         | 民國三十四年（1945年）置第二十區，民國三十六年（1947年）1月以区邻杨树浦改稱楊樹浦區。东至黄浦江，南至黄浦江，西至杨树浦，北至长阳路、隆昌路、河间路、今爱国路、周家嘴路、复兴岛运河一带。                                                                               |
| 未定                  | 新市街區              | 乙                    | 其美路协睦路台湾银行                                 | 民國三十四年（1945年）置第二十一區，民國三十六年（1947年）1月以区境曾为大上海计划核心改稱新市街區。相当于今杨浦区中部、虹口区东部等地。 |
| 未定                  | 江灣區                | 乙                    | 江湾镇奎照路戴宅                                     | 民國三十四年（1945年）置第二十二區，民國三十六年（1947年）1月改稱江灣區。相当于今杨浦区北部、虹口区北部、静安区临汾路、宝山区高境等地。 |
| 未定                  | 吳淞區                | 乙                    | 吴淞镇桂枝路45号→吴淞镇淞兴路23号                    | 民國三十四年（1945年）置第二十三區，民國三十六年（1947年）1月改稱吳淞區。相当于今宝山区吴淞、淞南等地。 |
| 未定                  | 大場區                | 乙                    | 今上海市寶山區大場鎮                                 | 民國三十四年（1945年）置第二十四區，民國三十六年（1947年）1月改稱大場區。相当于今静安区北部、普陀区甘泉路、宝山区大场、庙行、张庙等地。 |
| 未定                  | 新涇區                | 乙                    | 古北路大金家巷15号                                   | 民國三十四年（1945年）置第二十五區，民國三十六年（1947年）1月改稱新涇區。相当于今长宁区大部、闵行区新虹、华漕、嘉定区江桥等地。 |
| 未定                  | 龍華區                | 乙                    | 龙华镇177弄3号                                       | 民國三十四年（1945年）置第二十六區，民國三十六年（1947年）1月改稱龍華區。相当于今徐汇区大部、闵行区莘庄、七宝、虹桥、梅陇等地。 |
| 未定                  | 楊思區                | 乙                    | 杨思镇南街                                           | 民國三十四年（1945年）置第二十九區，民國三十六年（1947年）1月改稱楊思區。相当于今浦东新区上钢新村、周家渡、南码头路、塘桥、前滩等地。 |
| 未定                  | 洋涇區                | 甲                    | 浦东赖义渡典当弄                                     | 民國三十四年（1945年）置第三十區，民國三十六年（1947年）1月改稱洋涇區。相当于今浦东新区陆家嘴、临沂新村、洋泾、金杨新村、浦兴路、金桥等地。 |
| 未定                  | 高橋區                | 乙                    | 高橋鎮西市                                           | 民國三十四年（1945年）置第三十一區，民國三十六年（1947年）1月改稱高橋區。相当于今浦东新区高桥、高东、高行、沪东新村等地。 |
| 未定                  | 真如區                | 甲                    | 今上海市普陀區真如鎮                                 | 民國三十五年（1946年）析大場、新涇區置第三十二區，民國三十六年（1947年）1月改稱真如區。相当于今普陀区大部、嘉定区真新等地。 |

## 人口
宣統二年（1910年）至民國十六年（1927年），上海人口約從128.9萬人增至264.1萬餘人，年均遞增4.3%。同時，人口遷移活動活躍，大批人口聚集上海，上海迅速發展成為全國第一大城市。民國二十六年（1937年）八一三事變後，出現第二次外地人口向上海大規模移民。上海人口從民國二十六年（1937年）385.2萬人增至三十一年（1942年）392.0萬人。民國三十四年（1945年）抗日戰爭勝利以後，居民大多返還故里，上海人口減少。後因內戰爆發，出現第三次外地人口向上海大規模移民。上海人口從抗戰勝利時的330餘萬人，增至民國三十八年（1949年）初540餘萬人。
民國三十七年（1948年）國民政府主計處統計局公佈的統計資料，上海市人口為430萬0,630人。
中華民國內政部戶政司於民國七十九年（1990年）臺閩地區戶口及住宅普查報告，原上海市籍在臺閩地區人數為3萬1,182人，佔非臺灣省籍269萬4,917人口當中的1.15%。

## 市政府

### 市政機構
民國十六年（1927年）3月22日，上海市民代表會會議第二次會議，選舉產生了上海特別市臨時政府。推選鈕永建、白崇禧、楊杏佛、王曉籟、汪壽華等5人為常務委員。市政府隸屬於武漢國民政府，並於同月25日經漢口國民黨中央政治會議議決批准。3月29日，市政府委員會舉行就職典禮，正式建立臨時政府。4月12日，蔣中正發動清黨，上海特別市臨時政府被迫停止活動，並於4月14日被查封。由國民黨上海臨時政治委員會掌握上海市政權。
5月7日，國民黨中央政治會議第89次會議議決通過並公佈《上海特別市暫行條例》，《條例》規定上海為特別市，直隸中央政府，不入省縣行政範圍，地位與省相等。市政府設市長1人、參事若干人，下置財政、工務、公安、衛生、公用、教育、土地、港務、農工商、公益10局。5月18日，國民政府任命黃郛為上海特別市市長。7月7日，上海特别市政府宣告成立。民國十九年（1930年）6月27日，依據《市組織法》，上海特別市改為上海市，直隸於行政院，除港務局奉令緩設，並於12月底裁撤外，其餘各局、處名稱，均一如其舊。
民國二十六年（1937年）11月上海淪陷。民國三十四年（1945年）8月，上海光復，9月12日重建市政府，市長於8月14日赴任，下設員警、財政、社會、教育、衛生、工務、公用、地政8局，和秘書、人事、總務、財務（11月12日改稱會計處）、調查（11月1日增設）、民政（11月5日增設）6處，參事、機要2室。市政府機關本部共為4處、6室。民國三十五年（1946年）1月，增設統計處，4月隸屬於秘書處的研究室，改由市府秘書長直接領導，並增設外事室，6月撤銷的視察室。8月增設新聞處，裁撤隸屬於秘書處的編譯室，業務改歸新聞處兼理。民國三十六年（1947年）10月，民政處改為民政局。至此市政府組織機構基本定型，有9局、7處、4室。11月27日，行政院公佈《上海市政府組織規程》，市政府隸屬於行政院，設市長1人，秘書長1人，參事6人，下置民政等9局。市政府於民國三十八年（1949年）5月下旬隨著國軍撤離而消亡。

### 市長
上海特別市政府市長
- 黃郛（1927年7月7日－1927年8月14日）
- 吳震修（1927年8月15日 - 1927年9月16日，市政府秘書長代理市長職務）
- 張定璠（1927年9月17日 - 1929年3月31日）
- 張群（1929年4月1日 - 1930年6月29日）

上海市政府市長
- 張群（1930年7月1日 - 1932年1月6日）
- 吳鐵城（1932年1月7日 - 1937年3月31日）
- 俞鴻鈞（1937年4月1日 - 11月12日，7月26日以前為代理）
- 錢大鈞（1945年9月12日 - 1946年5月19日）
- 吳國楨（1946年5月20日 - 1949年4月30日）
- 陳良（1949年4月1日 - 5月24日，4月30日以前以上海市政府秘書長代理市長職務）
- 趙祖康（1949年5月24日 - 1949年5月28日，以上海市工務局局長代理市長職務）

## 平民住房政策
1928年，上海特别市政府会议通过决定，筹建平民住所，组建“筹建平民住所委员会”。至1931年先后建成三所平民住所。第一平民住所位于全家庵路（今临平北路），占地22.863亩（15,242平方米），共有砖木结构平房94个单元。第二平民住所位于斜土路628弄，占地面积23.998亩（15,993平方米）。第三平民住所位于交通路，占地面积15.543亩（10,362平方米）。
1935年4月，上海特别市政府又成立了“上海市平民福利事业管理委员会”，又先后建成占地39.452亩（26,301.3平方米）的其美路（今四平路）、48.595亩（32,396.6平方米）的普善路、占地22.725亩（15,150平方米）的大木桥路和占地34,963平方米的中山路等几处平民住宅，并将这批平民住宅命名为平民村。這些平民住所及平民村在第二次中日戰爭期间损坏严重。第二次中日戰爭結束后上海當局又筹款15.5亿法币准备加以扩建。
1946年9月，上海市工务局制定“建筑第二期平民住宅计划”，拟建各类住房3,000间。后来扩建计划并未实施。